# Tulun
Tulun è una cittadina della Siberia sudorientale (Oblast' di Irkutsk), situata 390 km a nordovest del capoluogo Irkutsk nella valle del fiume Ija; è il capoluogo amministrativo del distretto omonimo.
La cittadina venne fondata nella seconda metà del XVIII secolo, e prese il nome dalla parola jacuta tolon, che significa valle; sviluppatasi dagli inizi del XX secolo come centro commerciale, grazie alla costruzione della ferrovia, ottenne lo status di città nel 1927.
Tulun è servita da due stazioni ferroviarie e da un aeroporto.

## Società

### Evoluzione demografica
Fonte: mojgorod.ru
- 1897: 2.000
- 1926: 6.000
- 1959: 41.800
- 1979: 51.800
- 1989: 52.900
- 2002: 51.848
- 2007: 48.600